# Graphiola
Graphiola är ett släkte av svampar. Graphiola ingår i familjen Graphiolaceae, ordningen Exobasidiales, klassen Exobasidiomycetes, divisionen basidiesvampar och riket svampar.
| Graphiola | \| \| Graphiola cocoina \| \| \| \| \| \| Graphiola phoenicis \| \| \| \| |
|           | \| \| Graphiola cocoina \| \| \| \| \| \| Graphiola phoenicis \| \| \| \| |
|           | Stylina                                                                   |
|           |                                                                           |
|           | Graphiola cocoina                                                         |
|           |                                                                           |
|           | Graphiola phoenicis                                                       |
|           |                                                                           |

|  | Graphiola cocoina   |
|  |                     |
|  | Graphiola phoenicis |
|  |                     |